# Iliosuchus
Iliosuchus — рід викопних ящеротазових динозаврів підряду тероподів, що жили в середньоюрському періоді (близько 169,2 — 164,4 млн років тому) на території нинішньої Європи. Скам'янілості були знайдені в Англії. Уперше описаний палеонтологом Фридріхом фон Гуене в 1932 році. Представлений одним видом — Iliosuchus incognitus.